# Mannheim villamosvonal-hálózata
Mannheim/Ludwigshafeni villamosvonal-hálózata (németül: Straßenbahnnetz Mannheim/Ludwigshafen) egy méteres nyomtávú nagyvárosi villamoshálóza, amely Mannheim és Ludwigshafen am Rhein városokra összpontosul, és a Felső-Rajnai Vasúttársaságon (OEG) keresztül Heidelberg és Weinheim városokkal van összeköttetésben, Németországban, a Rajna-Neckar-vidéken.
Az 1878-ban megnyitott hálózatot 2005 óta a Rhein-Neckar-Verkehr GmbH (RNV) üzemelteti, és a Verkehrsverbund Rhein-Neckar (VRN) része.

## Linienübersicht
2020 szeptember 14. állapot
| Járat | Útvonal |
| ----- | --- |
| 1     | Schönau – Rheinau Bahnhof: Schönau – Waldhof Bahnhof – Luzenberg – Alte Feuerwache – Paradeplatz – Schloss – Mannheim Hbf – Tattersall – Neckarau – Rheinau Bahnhof |
| 2     | Feudenheim – Neckarstadt West: Feudenheim – Mannheim Hauptfriedhof – Nationaltheater – Wasserturm – Paradeplatz – Rheinstraße – Alte Feuerwache – Neckarstadt West |
| 3     | Sandhofen – Neckarau Rheingoldhalle: Sandhofen – Luzenberg – Alte Feuerwache – Paradeplatz – Wasserturm – Mannheim Hbf – Lindenhof – Neckarau West – Neckarau Rheingoldhalle |
| 4 A   | Waldfriedhof/Käfertaler Wald – Oggersheim/Bad Dürkheim [RHB]: Käfertaler Wald (Linie 4A) bzw. Waldfriedhof (Linie 4) – Hermann-Gutzmann-Schule (Zusammenführung der Linienäste) – Ulmenweg – Bonifatiuskirche – Universitätsklinikum – Schafweide – Alte Feuerwache – Paradeplatz – Wasserturm – Mannheim Hbf – Berliner Platz – Ludwigshafen Hbf – Ludwigshafen Hauptfriedhof – Oggersheim (– Ruchheim – Maxdorf – Bad Dürkheim (RHB); nur wenn Linie 9 nicht verkehrt)                                                                         |
| 5     | Weinheim – Mannheim – Heidelberg – Weinheim: [OEG] Weinheim – Viernheim – Käfertal – Bonifatiuskirche – Universitätsklinikum – Nationaltheater – Mannheim Hbf – Schloss – Paradeplatz – Abendakademie – Neuostheim – Edingen – Heidelberg – Schriesheim – Weinheim (OEG) |
| 5A    | Heddesheim – Abendakademie: [OEG] Heddesheim – Wallstadt – Vogelstang West – Käfertal – Bonifatiuskirche – Universitätsklinikum – Nationaltheater – Mannheim Hbf – Schloss – Paradeplatz – Abendakademie – weiter als 5 (oder 15(HVZ)) |
| 6     | Rheingönheim – Neuostheim: Rheingönheim – Mundenheim – Berliner Platz – Ludwigshafen Rathaus – Rheinstraße – Mannheim Rathaus – Paradeplatz – Wasserturm – Tattersall – Planetarium – Neuostheim (– Maimarktgelände – SAP Arena – SAP Arena S-Bahnhof; nur nachmittags sowie bei Bedienung durch Nachtbus) |
| 6A    | Rheingönheim – SAP Arena S-Bahnhof: Rheingönheim – Mundenheim – Berliner Platz – Ludwigshafen Rathaus – Rheinstraße – Mannheim Rathaus – Paradeplatz – Wasserturm – Tattersall – Planetarium – Neuhermsheim – SAP Arena S-Bahnhof |
| 7     | Vogelstang – Oppau: Vogelstang – Mannheim Hauptfriedhof – Nationaltheater – Abendakademie – Paradeplatz – Schloss – Berliner Platz – Ludwigshafen Rathaus – BASF – Oppau |
| 8     | [Expresslinie, Verstärkerlinie] Oppau – Krappmühlstraße (– Rheinau Bahnhof): Oppau – BASF – Ludwigshafen Rathaus – Berliner Platz – Mannheim Hbf – Tattersall – Krappmühlstraße (– Rheinau Bahnhof) |
| 9     | [Expresslinie] Bad Dürkheim – Neuostheim (– Heidelberg Bismarckplatz): Bad Dürkheim – Maxdorf – Ludwigshafen Hbf – Ludwigshafen Berliner Platz – Mannheim Hbf – Tattersall – Luisenpark/Technoseum – Neuostheim (RNV-Express weiter Seckenheim – Edingen – Heidelberg Hbf – Heidelberg Bismarckplatz) |
| 10    | Luitpoldhafen – Friesenheim Mitte: Luitpoldhafen – Berliner Platz – Ludwigshafen Hauptbahnhof – Ludwigshafen Klinikum – Friesenheim Mitte |
| 15    | [Verstärkerlinie] Mannheim Hauptbahnhof – Wallstadt Ost: Mannheim Hbf – Schloss – Paradeplatz – Abendakademie – Alte Feuerwache – Schafweide – Universitätsklinikum – Bonifatiuskirche – Käfertal – Vogelstang West – Wallstadt West – Wallstadt Ost [geplante Linienwegänderung während der Sperrung der Hochstraße Nord]: Rheingönheim – Wallstadt Ost: Rheingönheim – Mundenheim – Berliner Platz – MA Hauptbahnhof – Nationaltheater – Universitätsklinikum – Bonifatiuskirche – Käfertal – Vogelstang West – Wallstadt West – Wallstadt Ost |
| 14    | [geplante Linie während der Sperrung der Hochstraße Nord]: Oggersheim – Luisenpark/Technoseum: Oggersheim – LU Hauptbahnhof – Berliner Platz – Konrad Adenauer Brücke – MA Hauptbahnhof – Tattersall – Luisenpark/Technoseum |
| 16    | [ab voraussichtlich 2023]: Pendelverkehr Franklin Mitte – Bensheimer Straße [Linienweg ab voraussichtlich 2027]: Franklin Mitte – Bensheimer Straße – Käfertal Bahnhof – Universitätsklinikum – Alte Feuerwache – Paradeplatz – MA Hauptbahnhof Süd – Glücksteinquartier – John Deere – Hochschule – Rheinau Karlsplatz |